# Shigueto Yamasaki
Shigueto Yamasaki Júnior (30 de julio de 1966) es un deportista brasileño que compitió en judo. Ganó una medalla de oro en los Juegos Panamericanos de 1991, y una medalla de bronce en el Campeonato Panamericano de Judo de 1992.

## Palmarés internacional
| Juegos Panamericanos    | Juegos Panamericanos | Juegos Panamericanos | Juegos Panamericanos |
| Año                     | Lugar                | Medalla              | Categoría            |
| ----------------------- | -------------------- | -------------------- | -------------------- |
| 1991                    | La Habana (Cuba)     | Medalla de oro       | –60 kg               |
| Campeonato Panamericano |                      |                      |                      |
| Año                     | Lugar                | Medalla              | Categoría            |
| 1992                    | Hamilton (Canadá)    | Medalla de bronce    | –60 kg               |